# Dariusz Kuć
Dariusz Kuć, född den 24 april 1986 i Krakow, är en polsk friidrottare som tävlar i kortdistanslöpning.
Kuć deltog vid EM 2006 där han var i final på 100 meter och slutade sexa på tiden 10,21. Vid samma mästerskap blev han även silvermedaljör i stafetten över 4 x 100 meter. 
Han deltog vid VM 2007 och vid Olympiska sommarspelen 2008 där han blev utslagen i kvartsfinalen på 100 meter. Vid inomhus-EM 2009 var han i final på 60 meter men slutade sexa.

## Personliga rekord
- 60 meter - 6,59
- 100 meter - 10,17